# Ентальпія гідратації
Ентальпія гідратації — зміна ентальпії (ΔH) при переході А з газової фази у водну A(g) →A(aq) при умові, що концентрація А у водному розчині прямує до нуля. Для йонів вона завжди від'ємна через їх сильну взаємодію з молекулами води.
Al3+(g) + aq →Al3+(aq)
ΔH° = −4613 кДж моль−1.